# الکساندرو کوزوویتس
الکساندرو کوزوویتس (رومانیایی: Alexandru Kozovits; ۳ سپتامبر ۱۸۹۹ – نامشخص) بازیکن فوتبال اهل رومانی بود.
وی همچنین در تیم ملی فوتبال رومانی بازی کرده‌است.